# Râul Breaza, Cibin
Râul Breaza este un curs de apă, afluent al râului Cibin. 